# 内藤忠次
内藤 忠次（ないとう ただつぐ）は、江戸時代前期の志摩国鳥羽藩の世嗣。官位は従五位下・志摩守。

## 略歴
鳥羽藩2代藩主・内藤忠政の長男として誕生。母は板倉重宗の娘。正室は板倉重郷の養女（形原松平典信の娘）。娘は板倉重常の養女（酒井忠親室）。
鳥羽藩嫡子として生まれ、明暦2年（1656年）に徳川家綱に御目見し、万治2年（1659年）に叙任された。しかし、寛文11年（1671年）に病気により廃嫡され、代わって弟・忠勝が嫡子となった。忠勝は寛文13年（1673年）に家督を継いだが、延宝8年（1680年）に永井尚長を刺殺した咎で切腹し、内藤家は絶家となった。忠次はその後の宝永元年（1704年）、60歳で死去した。